# Tunnel AVE-Vigo
Le tunnel AVE-Vigo est un tunnel ferroviaire situé en Espagne et passant sous la ville de Vigo. Il est sur l'axe de la LGV Coruña-Vigo-Oporto-Lisboa et Madrid-Segovie-Valladolid-Vigo.
Sa longueur sera de 8,1 kilomètres. Il est en construction.